# Moreira de Geraz do Lima
Moreira de Geraz do Lima est une ancienne freguesia portugaise de la municipalité de Viana do Castelo. Avec 4,03 km² de superficie et 597 habitants (2011), sa densité de population est de 148 hab/km².
Cette ancienne freguesia est la seule des terres de Geraz do Lima qui borde le fleuve Lima. La paroisse de Santa Marinha fut la dernière à être créée, étant la plus petite des terres de Geraz do Lima. La première église paroissiale se trouve dans l'actuelle chapelle de Quinta de Louredo.
Elle faisait autrefois partie d'une municipalité éteinte appelée Geraz do Lima. Elle a disparu à la suite de la réorganisation administrative de 2012/2013, son territoire étant intégré à l'Union des Freguesias Geraz do Lima e Deão.

## Histoire
Avant la construction du pont reliant les deux rives de la Lima à la fin du XXe siècle, le fleuve était traversé en bateau à Passagem, où les gens et les marchandises étaient transportées de l'autre côté du fleuve à Lanheses. Ce passage était d'une grande importance pour la région, ce qui explique pourquoi un bateau figure sur le blason du village.

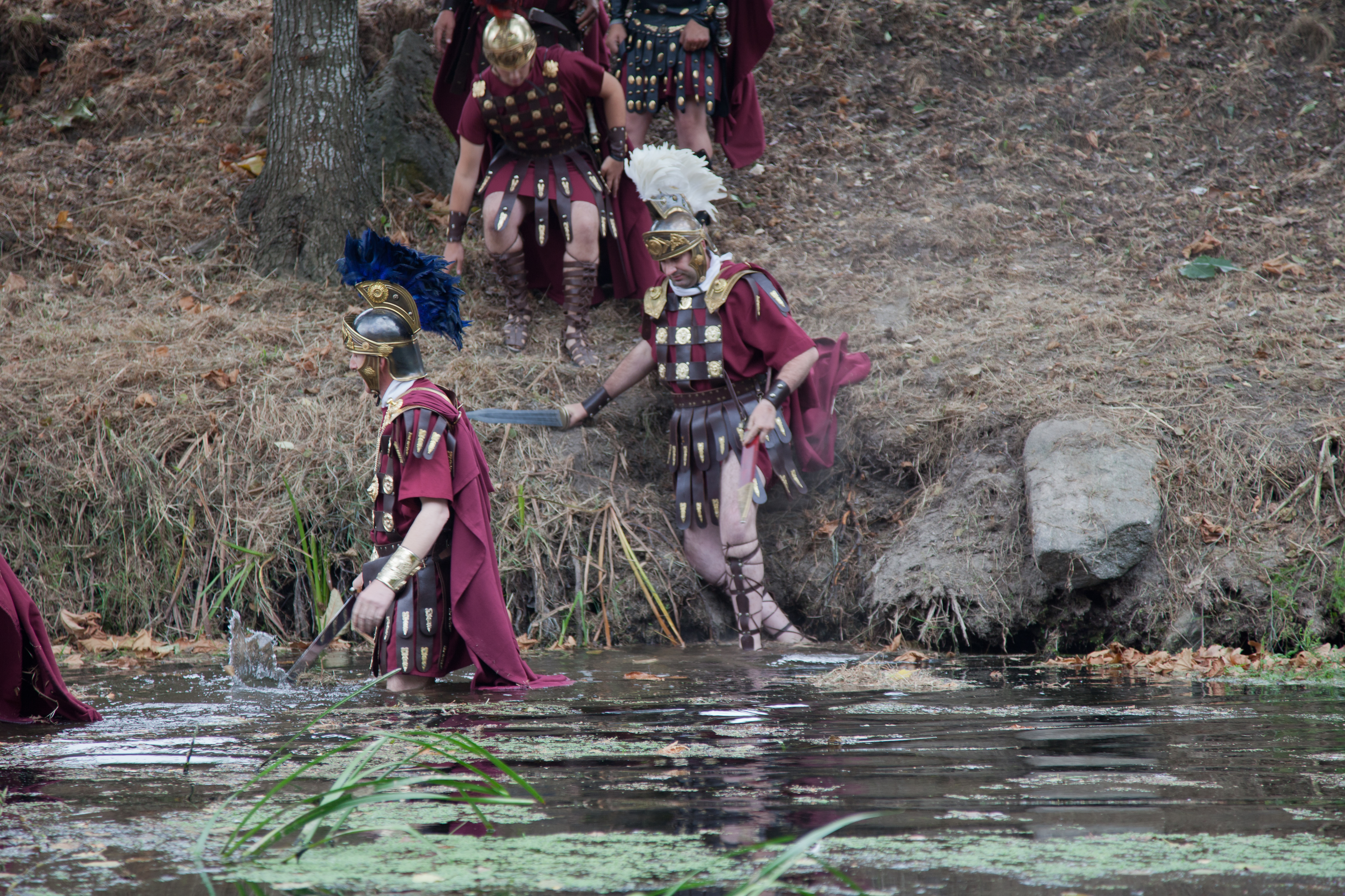
Junius Brutus traversant la Lima

Ce point de passage existe depuis l'Antiquité pré-romaine. C'est probablement à cet endroit que l'armée commandée par Junius Brutus traverse le Lima, pensant qu'il s'agit du fleuve Léthé, en 136 av. J.-C.
En 2002/2003, deux pirogues datant du IIIe siècle av. J.-C. et IIe siècle av. J.-C. ont été découvertes dans le Lima à proximité de Passagem. En 2021 ces pirogues sont classées "trésor national".

## Démographie
| Population de la freguesia de Moreira de Geraz do Lima (1864-1940) | Population de la freguesia de Moreira de Geraz do Lima (1864-1940) | Population de la freguesia de Moreira de Geraz do Lima (1864-1940) | Population de la freguesia de Moreira de Geraz do Lima (1864-1940) | Population de la freguesia de Moreira de Geraz do Lima (1864-1940) | Population de la freguesia de Moreira de Geraz do Lima (1864-1940) | Population de la freguesia de Moreira de Geraz do Lima (1864-1940) | Population de la freguesia de Moreira de Geraz do Lima (1864-1940) |
| ------------------------------------------------------------------ | ------------------------------------------------------------------ | ------------------------------------------------------------------ | ------------------------------------------------------------------ | ------------------------------------------------------------------ | ------------------------------------------------------------------ | ------------------------------------------------------------------ | ------------------------------------------------------------------ |
| 1864                                                               | 1878                                                               | 1890                                                               | 1900                                                               | 1911                                                               | 1920                                                               | 1930                                                               | 1940                                                               |
| 325                                                                | 348                                                                | 332                                                                | 330                                                                | 329                                                                | 323                                                                | 340                                                                | 448                                                                |

| Population de la freguesia de Moreira de Geraz do Lima (1950-2001) | Population de la freguesia de Moreira de Geraz do Lima (1950-2001) | Population de la freguesia de Moreira de Geraz do Lima (1950-2001) | Population de la freguesia de Moreira de Geraz do Lima (1950-2001) | Population de la freguesia de Moreira de Geraz do Lima (1950-2001) | Population de la freguesia de Moreira de Geraz do Lima (1950-2001) | Population de la freguesia de Moreira de Geraz do Lima (1950-2001) |
| ------------------------------------------------------------------ | ------------------------------------------------------------------ | ------------------------------------------------------------------ | ------------------------------------------------------------------ | ------------------------------------------------------------------ | ------------------------------------------------------------------ | ------------------------------------------------------------------ |
| 1950                                                               | 1960                                                               | 1970                                                               | 1981                                                               | 1991                                                               | 2001                                                               | 2011                                                               |
| 480                                                                | 470                                                                | 511                                                                | 543                                                                | 563                                                                | 628                                                                | 597                                                                |

| Répartition de la population par groupe d'âge | Répartition de la population par groupe d'âge | Répartition de la population par groupe d'âge | Répartition de la population par groupe d'âge | Répartition de la population par groupe d'âge | Répartition de la population par groupe d'âge | Répartition de la population par groupe d'âge | Répartition de la population par groupe d'âge | Répartition de la population par groupe d'âge |
| --------------------------------------------- | --------------------------------------------- | --------------------------------------------- | --------------------------------------------- | --------------------------------------------- | --------------------------------------------- | --------------------------------------------- | --------------------------------------------- | --------------------------------------------- |
| Années                                        | 0-14 Ans                                      | 15-24 Ans                                     | 25-64 Ans                                     | > 65 Ans                                      | 0-14 Ans                                      | 15-24 Ans                                     | 25-64 Ans                                     | > 65 Ans                                      |
| 2001                                          | 116                                           | 100                                           | 319                                           | 93                                            | 18,5%                                         | 15,9%                                         | 50,8%                                         | 14,8%                                         |
| 2011                                          | 105                                           | 60                                            | 312                                           | 120                                           | 17,6%                                         | 10,1%                                         | 52,3%                                         | 20,1%                                         |

## Culture et patrimoine

### Culture
L'habit traditionnel de Geraz do Lima est vert. Il aurait été confectionné pour la première fois dans les années 1850 et présenté au public à l'occasion de la visite de la reine Marie II dans ce village de la municipalité de Viana do Castelo. Il est porté pendant les festivals de folklore et pendant le défilé de la Procession de Notre-Dame de l'Agonie à Viana.

### Patrimoine
- Église paroissiale de Moreira de Geraz do Lima.
- Chapelle Nossa Senhora das Candeias